# Paullinia serjaniifolia
Paullinia serjaniifolia är en kinesträdsväxtart som beskrevs av Triana & Planch.. Paullinia serjaniifolia ingår i släktet Paullinia och familjen kinesträdsväxter. Inga underarter finns listade i Catalogue of Life.